# 指原莉乃&ブラマヨの恋するサイテー男総選挙
『指原莉乃&ブラマヨの恋するサイテー男総選挙』（さしはらりの ブラマヨのこいするサイテーおとこそうせんきょ）は、インターネットテレビ局AbemaTVのAbemaSPECIALチャンネルで2017年4月11日から配信されているバラエティ番組。

## 番組概要
番組スタッフが街頭やオーディションで見つけ出した、普通の男性とは異なる「サイテー男」たち10人を集め、その男性たちの「サイテーな恋愛事情」から、悪い男の人に引っ掛からないよう学んでいく、女性のための「恋の参考書」バラエティ番組である。
当初は2017年3月18日に特別番組として配信されることが発表されていたが、発表からわずか1週間で同年4月より火曜21時からのレギュラー番組として配信することが決まった。
毎週週替わりで「サイテー男」が出演。年に一度選挙を行い1位を決定。No.1“推しサイテー男”に選出された出演者は1年間オープニングVTRに出演する権利が贈られる。
2020年4月21日配信分をもって最終回。ブラックマヨネーズは出演者同士、出演者とスタッフ間の打ち上げが一度もなかったことを挙げ、新型コロナウイルス騒動中に最終回が決まり、番組終了の打ち上げもないことを笑い話にした。指原は「こんな場所でしか会えない、裏での絡みも全くない、バッとやってバッと解散という関係性が良かった」と総括。最後のサイテー男認定者には「3年間こんな空間に居続けた私です!」と自分自身を指名した。

## 出演者
- 指原莉乃
- ブラックマヨネーズ（吉田敬・小杉竜一）
- サイテー男（後述）[注 1]

## 配信リスト
- パイロット版 2017年3月18日
- #1 2017年4月11日 無人島を貢がせたスゴ腕ホスト㊙テク&トップエロメンは「子宮と対話」
- #2 2017年4月18日 ゲスホストが350万円の酒を入れさせる瞬間密着!サイテー凄テクに指原赤面
- #3 2017年4月25日 エロメンVS4股芸人が渋谷路上ナンパ対決で即ラブホ!?
- #4 2017年5月2日 指原VSサイテー男3本勝負!指原が「アガった」「怒った」「タメになった」ゲス恋話
- #5 2017年5月9日 サイテー東大生&サイテー俳優参戦!サイテー度100%増量!2時間SP
- #6 2017年5月16日 SEXはスポーツだ!サイテー女仮面座談会!オンナだってサイテーだ
- #7 2017年5月23日 最もサイテーなサイテー男は誰だ!?あの企画を丸パクりの企画が始まるよ
- #8 2017年5月30日 イケメンホストに囲まれて…童貞大学生がほろ苦㊙ホストデビュー
- #9 2017年6月6日 過激すぎるエンドレスハグ祭り!そうだ、エロメン月野の誕生会に行ってみよう
- #10 2017年6月13日 「サイテー男リアル総選挙」初めてのナマ放送♥で結果発表!
- #11 2017年6月20日 さっしーも注目!全てに欲情!?地球少年&彼女の㊙️ホリディ
- #12 2017年6月27日 サイテー神7vs3連覇さっしー7番勝負「見ないとヤバい恋の教科書」
- #13 2017年7月4日 美女スタッフと楽屋で…サイテー男㊙ドッキリ
- #14 2017年7月11日 注目!こんなオトコはモテないゾ♥モテたい人はジャンのデートを参考にしよう
- #15 2017年7月18日 緊急企画㊙キス我慢しない選手権♥サイテー男の㊙テク
- #16 2017年7月25日 サイテー男が教える!Hしたくない時の断り方講座・初級
- #17 2017年8月1日 肛門で深呼吸ヒーハ－♥真夏の2時間SP
- #18 2017年8月8日 童貞大学生のオトナのホテル探訪♥
- #19 2017年8月22日 ハチャメチャ☆ビーチモテ選手権♥
- #20 2017年8月29日 バイきんぐ小峠参戦でなんて日だ!
- #21 2017年9月12日 サイテー男の元カノとナマ電話♥
- #22 2017年9月19日 24時間パンツの旅!ノーパン女子に遭遇♥
- #23 2017年9月26日 いやぁ〜縄っていいもんですよネ☆
- #24 2017年10月3日 サイテー(秘)ドッキリリターンズ!
- #25 2017年10月10日 全国一斉?サイテー男学力テスト!
- #26 2017年10月17日 決定版「オトせる女性」はコレだ!
- #27 2017年10月24日 ジャンが突き指した超ヤバい理由
- #28 2017年10月31日 サイテー男がみんなやってる「さっしーを使った㊙ナンパ術♥」
- #29 2017年11月7日 発表!サイテーバッジランキング!あのサイテー男は何位かな?
- #30 2017年11月14日 サイテー男の過去に迫る!学ラン&里帰り&学生時代の告白
- #31 2017年11月21日 さっしーの誕生日を祝っちゃおうSP
- #32 2017年11月28日 ♥の成功率超UPのLINEテク講座!
- #33 2017年12月5日 意外と深い?サイテー男の人助け「ゲスいい話」
- #34 2017年12月12日 冬はサイテー話であったまろうよ♥
- #35 2017年12月26日 『SAFE SEX』推進宣言!
- #36 2018年1月9日 今日はナマ放送!新春2時間SP
- #37 2018年1月16日 (祝)脱童貞で男は華麗に生まれ変わる♡
- #38 2018年1月23日 サイテー男の嫁とか彼女はド変態!?
- #39 2018年1月30日 サイテー男の「思わずキスしそうになる♥」㊙仲直り術
- #40 2018年2月6日 女性を萌やす♥97本のバラって?
- #41 2018年2月13日 もらったチョコはリサイクル♥
- #42 2018年2月20日 秒で恋が冷めるオンナのしぐさ
- #43 2018年2月27日 ひな祭りだからヤリテー女大集合!
- #44 2018年3月6日 お部屋をみればHがわかる♥
- #45 2018年3月13日 ホワイトデーをサイコーにする技
- #46 2018年3月27日 女子は成城石井とお肉が大好き♥
- #47 2018年4月3日 新サイテー男を発掘!2時間SP!
- #48 2018年4月10日 ダーツが上手い男はサイテー男予備軍!
- #49 2018年4月17日 ナンパ男ホイホイ選手権!@渋谷♥
- #50 2018年4月24日 永遠に交わらない男女の価値観♡
- #51 2018年5月1日 AVはHの教科書じゃねえんだぞ!
- #52 2018年5月8日 世の男性の憧れ♥加藤鷹が登場!
- #53 2018年5月15日 母の日SP♥レンタルパンツって!?
- #54 2018年5月22日 さっしー熱望の未公開シーン放出♥
- #55 2018年5月29日 脳イキって何!?フェチの世界へ♥
- #56 2018年6月5日 性の乱れはエロメン月野が許さぬ!
- #57 2018年6月12日 エロいい話♥世界と体で繋がろう♥
- #58 2018年6月19日 漢字でイク♥謎の京大生に密着!
- #59 2018年6月26日 雨の日でも華麗に女性を誘う方法♥
- #60 2018年7月3日 2代目バチェラーが裏話を告白!?
- #61 2018年7月10日 視聴者が選ぶサイテー男が大決定!
- #62 2018年7月17日 笹の葉にサイテーすぎる願い込め♥
- #63 2018年7月24日 胸キュン♥視聴者とリアルデート♥
- #64 2018年7月31日 検証!エロと恐怖はどっちが勝つ?
- #65 2018年8月7日 平成最後!みなみとスイカ割り夏♡
- #66 2018年8月21日 舐め合うだけのイビツな友情♥
- #67 2018年8月28日 男の浮気を暴く!ヤリテー女登場♥
- #68 2018年9月4日 生電話♥水着女子がスタジオ登場?
- #69 2018年9月11日 女も惚れる♥男同士の友情を熱演!
- #70 2018年9月18日 顔出しNG!ヤバすぎる友達SP!
- #71 2018年9月25日 思わず脱いじゃう♡サイコー飯!
- #72 2018年10月2日 おっぱいを狙う悪魔3兄弟が降臨!
- #73 2018年10月9日 検証!スポーツマンは性欲が強い?
- #74 2018年10月16日 アートの秋!汚れた部屋に裸体♡
- #75 2018年10月23日 童貞がセクシー女優と初体験!?
- #76 2018年10月30日 色んな性があれどサイテーは共通!
- #77 2018年11月6日 男と女のおっぱいサミット開幕!
- #78 2018年11月20日 さっしーお誕生日おめでとうSP!
- #79 2018年11月27日 大宮女子のゴム着用率低すぎ問題!
- #80 2018年12月4日 悪魔3兄弟が早稲田大学祭に降臨!
- #81 2018年12月11日 窓辺でH♡真冬のイチャエロ話・・
- #82 2018年12月18日 セクシー女優に俺の甘えテク披露♡
- #83 2018年12月25日 聖夜の大懺悔SP!パリでゴム旅!
- #84 2019年1月8日 女性が誰にも言えないお悩み相談♡
- #85 2019年1月15日 さっしーが地元大分でゴム旅!?
- #86 2019年1月22日 気持ちいい?ばかり聞く男にイラ!
- #87 2019年1月29日 過激!ピンクコンパニオンって何?
- #88 2019年2月5日 さっしーも悶絶…リアルデート♡
- #89 2019年2月19日 浮気の定義とは?老若男女に問う!
- #90 2019年2月26日 美女の稼ぎはHow much?
- #91 2019年3月5日 ひとりHをしない女性はいない?
- #92 2019年3月12日 セフレの家ついて行ってイイですか?
- #93 2019年3月19日 名古屋女子のゴムの着用率は?
- #94 2019年3月26日 バイブバー女子のヤバすぎるお悩み
- #95 2019年4月2日 頼むお酒でHできる女子を見分ける!?
- #96 2019年4月9日 彼氏を束縛する為に会社設立ガール登場!
- #97 2019年4月16日 ヤリテー女参戦!H前の告白NG!?
- #98 2019年4月23日 悪魔兄弟が埼玉女子とツイスターゲーム♡
- #99 2019年4月30日 脱がせ!平成最後のサイテー野球拳♡
- #100 2019年5月7日 喘ぐ演技をする?渋谷女子に問う!
- #101 2019年5月14日 レズビアン風俗嬢が教える!
- #102 2019年5月28日 Hしたい時だけ連絡してくる男にオコ!
- #103 2019年6月4日 エロメンの自己紹介は性病検査表!?
- #104 2019年6月11日 第3回リアル総選挙!
- #105 2019年6月18日 巨乳すぎる女子のお仕事なーに?
- #106 2019年7月2日 彼氏とのHに不満を持った池袋女子
- #107 2019年7月9日 レアカードで女子をお持ち帰り?
- #108 2019年7月16日 バッグが大きい女子とはHできる!?
- #109 2019年7月23日 脱がせた清楚系女子の背中に…♡
- #110 2019年8月6日 エロカワ♡コスプレーヤーの稼ぎは?
- #111 2019年8月13日 ヤリテー女!エロマジック披露♡
- #112 2019年8月27日 足元を見ればH出来る女子がわかる?
- #113 2019年9月3日 ラブホにGO?ビーチモテ男!
- #114 2019年9月10日 エロ怖い話…ヤリテー女参戦!
- #115 2019年9月17日 ヤリテー女『アメフェス』潜入!
- #116 2019年9月24日 ピンサロにバイトの先輩ギャル…
- #117 2019年10月1日 エロポーズ激写♡小杉大興奮!
- #118 2019年10月8日 渋谷女子がHな気分になる映画♡
- #119 2019年10月15日 恋愛…性のカタチは人それぞれ♡
- #120 2019年10月22日 ボディタッチ女には気をつけろ!
- #121 2019年10月29日 水タバコで女子をお持ち帰り!?
- #122 2019年11月5日 セフレに彼氏に彼女も登場♡
- #123 2019年11月12日 怒っている女子を宥める方法♡
- #124 2019年11月19日 妹の友達とH…!?姉の車で…♡
- #125 2019年12月3日 選挙のお礼♡サプライズデート…
- #126 2019年12月10日 性欲と精子力は別!精液検査
- #127 2019年12月17日 飲み屋店員が教えるマル秘テク
- #128 2019年12月24日 Xmasは家族で…浮気サイン…
- #129 2020年1月7日 ベッドインまでの完璧な導線…
- #130 2020年1月14日 Hの時…フィット感で浮気がバレる?
- #131 2020年1月21日 フツメンが女子を落とす秘技…♡
- #132 2020年2月4日 更生プログラム『ロープスルーム』
- #133 2020年2月11日 質問返しする女子は嘘ついてる?
- #134 2020年2月18日 監視は怠らない…メンヘラ女子集合!
- #135 2020年2月25日 それぞれの価値観…語り合う夜。
- #136 2020年3月3日 謎の訪問者…交わりと温もり。
- #137 2020年3月10日 喧嘩勃発!壊れかけの共同生活。
- #138 2020年3月17日 「1人にしないで」と僻む東…
- #139 2020年3月24日 ヒモメンの本音…本当に必要なもの。
- #140 2020年3月31日 「明日が来て欲しくない」最後の夜…
- #141 2020年4月7日 女の子の好きを全部わかってる❤️
- #142 2020年4月14日 脱がしたくなる服…ヤリテー女SP
- #143 2020年4月21日 終わりは始まり…最終回SP！[2]

## サイテー男リアル総選挙結果
第1回（2017年）
| 順位 | 氏名                 | 職業             | 得票数   | 中間発表 |
| ---- | -------------------- | ---------------- | -------- | -------- |
| 1位  | ヤス                 | ホスト           | 71,245票 | 1位      |
| 2位  | 天野眞隆             | マルチタレント   | 36,391票 | 2位      |
| 3位  | 月野帯人             | エロメン         | 21,901票 | 4位      |
| 4位  | ひょうごっちべいべー | ホスト           | 10,181票 | 6位      |
| 5位  | 東惣介               | エロメン         | 3,318票  | 3位      |
| 6位  | 9太郎                | アイドル         | 477票    | 9位      |
| 7位  | こうたそ             | YouTuber         | 428票    | 5位      |
| 8位  | ランディー・ヲ様     | ピアス芸人       | 349票    | 18位     |
| 9位  | 山ノ内ジャン         | モデル・タレント | 239票    | 10位     |
| 10位 | 福本有希             | アイドル         | 191票    | 12位     |
| 11位 | 稲井大輝             | 東大生           | 113票    | 7位      |
| 12位 | COBA（兎野バニ子）   | フリーター・神主 | 84票     | 8位      |
| 13位 | 篠原祐太             | 地球少年         | 61票     | 13位     |
| 14位 | 神城はる             | ホスト           | 27票     | 11位     |
| 15位 | 伊勢航来             | 童貞大学生       | 19票     | 16位     |
| 16位 | 夏目雄大             | 俳優             | 14票     | 14位     |
| 17位 | 大崎捺希             | アイドル         | 13票     | 16位     |
| 17位 | 池上亮               | バー経営者       | 13票     | 14位     |
| 17位 | ロッキーいしみね     | ヒモ芸人         | 13票     | 19位     |
| 20位 | 松崎克俊             | お笑い芸人       | 12票     | 20位     |

第2回（2018年）
| 順位 | 氏名           | 職業                   | 得票数    | 中間発表 |
| ---- | -------------- | ---------------------- | --------- | -------- |
| 1位  | 月野帯人       | エロメン               | 133,294票 | 2位      |
| 2位  | ヤス           | ホスト                 | 118,335票 | 1位      |
| 3位  | 東惣介         | エロメン               | 28,164票  | 5位      |
| 4位  | 天野眞隆       | マルチタレント         | 22,491票  | 3位      |
| 5位  | 長谷川直輝     | 鉄板焼き店長           | 14,870票  | 3位      |
| 6位  | 池上亮         | バー経営者             | 14,337票  | 6位      |
| 7位  | ITARU          | ベーシスト             | 12,119票  | 4位      |
| 8位  | 神城はる       | ホスト                 | 8,667票   |          |
| 9位  | 松代大介       | 俳優                   | 7,590票   | 7位      |
| 10位 | タッツィーネ   | パリピ芸人             | 6,784票   | 9位      |
| 11位 | 山ノ内ジャン   | モデル                 | 3,250票   |          |
| 12位 | しんどうたくみ | シンガーソングライター | 1,464票   |          |
| 13位 | 京             | ホスト                 | 1,302票   |          |
| 14位 | 生駒卓也       | バー店員               | 1,123票   |          |
| 15位 | 智也           | ホスト                 | 447票     |          |
| 16位 | 川崎貴成       | モデル                 | 263票     |          |
| 17位 | 伊勢航来       | 大学生                 | 95票      |          |
| 18位 | 篠原祐太       | 地球大好き少年         | 83票      |          |
| 19位 | 小保内太紀     | 京大生                 | 73票      |          |
| 20位 | 高橋洋平       | 芸人                   | 28票      |          |
| 21位 | 高野りょーすけ | 大学生                 | 21票      |          |

第3回（2019年）
| 順位 | 氏名                 | 職業           | 得票数                          |
| ---- | -------------------- | -------------- | ------------------------------- |
| 1位  | 月野帯人             | エロメン       | 17,276票                        |
| 2位  | 東惣介               | エロメン       | 13,756票                        |
| 3位  | 智也                 | ホスト         | 11,016票                        |
| 4位  | ヤス                 | ホスト         | 6,827票                         |
| 5位  | 籠谷和樹             | 俳優           | 3,789票                         |
| 6位  | ITARU                | ベーシスト     | 3,309票                         |
| 7位  | 神城はる             | ホスト         | 3,190票                         |
| 8位  | タッツィーネ         | パリピ芸人     | 2,731票                         |
| 9位  | 池上亮               | バー経営者     | 1,338票                         |
| 10位 | 生駒卓也             | ホスト         | 1,321票                         |
| 11位 | 松代大介             | 俳優           | 1,244票                         |
| 12位 | 京                   | 雀荘店員       | 961票                           |
| 13位 | 高橋佑介             | 芸人           | 623票                           |
| 14位 | 山ノ内ジャン         | モデル         | 195票※不正票2万枚はノーカウント |
| 15位 | ひょうごっちべいべー | ホスト         | 179票                           |
| 16位 | 篠原祐太             | 地球大好き少年 | 128票                           |
| 17位 | 菅野直人             | 芸人           | 50票                            |
| 18位 | 佐伯元輝             | 芸人           | 43票                            |

## スタッフ
- ナレーション - 鬼束彩子
- タイトルバック制作ディレクター - 中村太洸（SEP）[9]
- タイトルバック制作プロデューサー - 佐々木視紀（SEP）